# Inga Sempé
Pour les articles homonymes, voir Sempé (homonymie).
Inga Sempé, née à Paris en 1968, est une designer française. Ancienne pensionnaire de la Villa Médicis à Rome, elle a reçu le Grand Prix de design de la Ville de Paris en 2002 et le titre de designer de l’année, à Stockholm, en 2012.

## Biographie
Elle est née en 1968 à Paris, fille de Jean-Jacques Sempé et d’une mère d’origine danoise, Mette Ivers, illustratrice et peintre. Diplômée de l'École nationale supérieure de création industrielle (ENSCI) à Paris en 1993, elle travaille ensuite avec plusieurs créateurs, et notamment dans l’équipe de Marc Newson. Elle a également l’opportunité, de 1997 à 1999, de passer deux ans à l'agence d'Andrée Putman.
Elle est pensionnaire de la Villa Médicis à Rome en 2000 et 2001. Elle travaille en Italie pour Cappellini, entreprise italienne d'objets de design, et fonde, concomitamment, une agence à Paris.  En 2002, elle reçoit le grand prix du design de la ville de Paris, et en 2003 une exposition personnelle lui est consacrée au musée des Arts décoratifs de Paris,. Outre Cappellini, elle est mise à contribution par des entreprises de décoration ou d'ameublement, comme par exemple Ligne Roset, Baccarat, Tectona, LucePlan, Artecnica, etc. En 2012 elle est nommée designer de l’année à Stockholm, en Suède, titre qui concrétise la notoriété acquise au-delà de la France et de l’Italie.
Le designer Ronan Bouroullec est son compagnon. Elle a un fils et une fille.